# Пять сантиметров в секунду
«Пять сантиметров в секунду» (яп. 秒速５センチメートル Бё:соку го сэнтимэ:тору, англ. Byousoku Go Centimeter — a chain of short stories about their distance.) — аниме Макото Синкая. Оно было закончено 22 января 2007 года. Первую часть аниме смогли посмотреть обладатели Premium-аккаунтов в системе Yahoo с 16 по 19 февраля того же года. 3 марта состоялась премьера полной картины в кинотеатре Cinema Rise в Токио. В 2022 году «Пять сантиметров в секунду» ограниченное время демонстрировался в системе IMAX. В России показ осуществлён по телеканалу «2x2», премьера в кинотеатрах состоялась 8 февраля 2024 года.

## Сюжет
Фильм, охватывающий более десяти лет жизни главного героя Такаки Тоно, состоит из трёх историй, которые берут начало своего повествования в Японии в середине 1990-х годов.
Полное аниме состоит из 3-х частей (Три истории о любви, времени и расстоянии):
1. Отрывок о цветущей сакуре — Окасё (桜花抄)
2. Космонавт — Косумонауто (コスモナウト)
3. 5 сантиметров в секунду — Бёсоку го сэнтимэтору (秒速5センチメートル).

При этом очень много пейзажных и бытовых сцен в фильме создавались на основе фотографий реальных мест в Японии.

### История первая: Отрывок о цветущей сакуре
После окончания начальной школы в 1994 году Такаки Тоно и его близкая подруга Акари Синохара вынуждены расстаться. Акари переводят в среднюю школу в префектуре Тотиги, а Такаки продолжает учиться в средней школе в Токио. Они пишут друг другу письма и снова обретают счастье от возможности разделить свои чувства друг с другом. Семья Такаки часто переезжала с места на место, что очень волнует ребят, так как те боятся, что однажды расстояние между ними станет слишком большим, чтобы они смогли доехать друг до друга на поезде в выходные. В первом семестре 7 класса выясняется, что семья Такаки в следующем, 1995 году, будет вынуждена переехать в префектуру Кагосима. Поэтому он решает встретиться с Акари за неделю до своего отъезда. За две недели до встречи он пишет ей письмо, описав всё, что чувствует. 3 марта 1995 года, после уроков, Такаки отправляется на встречу на поезде с несколькими пересадками, но из-за снегопада поезда всё больше и больше отстают от расписания. Тоно надеется передать письмо при встрече, однако оно выпадает из кармана и уносится ветром в заснеженные поля. Под сакурой Такаки и Акари впервые в своей жизни целуются. Они проводят ночь вместе в старом сарае, укрывшись пледом и проговорив на разные темы до утра. Уезжая, Такаки думает, что поцелуй имеет большее значение, чем письмо, и не жалеет о том, что не смог его передать. Акари же своё письмо так и не решилась отдать. Внезапно герои понимают, что разлучаются навсегда. Перед отправлением они договариваются продолжать писать и звонить друг другу.

### История вторая: Космонавт
Такаки поступает в среднюю школу на острове Танегасима, на котором располагается космический центр. В первый же день учёбы 8 класса Канаэ Сумида влюбляется в переведённого из Токио мальчика. Она ловит себя на мысли, что постоянно хочет быть рядом с ним, всюду ищет его глазами, но не осмеливается рассказать о своих чувствах, продолжая на протяжении нескольких лет любить Такаки Тоно безответно.
1999 год. Выпускной класс, последний год обучения. Чувства Канаэ к Такаки только усиливаются, и когда до конца занятий остаётся полгода, в день, когда ей удается оседлать волну, она решается признаться ему в любви. Они становятся свидетелями старта с космодрома ракеты, которая уносит в космос зонд, предназначенный для исследования Солнечной системы и обречённый улететь в неизвестность, пересылать сообщения, которые будут принимать на Земле всё реже и реже.
Данная часть, по признанию Макото Синкая, является его самой любимой в фильме.

### История третья: 5 сантиметров в секунду
Такаки Тоно настолько занят на работе, что не замечает, как быстро летит время, а ведь прошло уже несколько лет после окончания университета. Такаки расстаётся со своей девушкой, прожив с ней вместе три года.
В марте 2008 года Такаки увольняется с работы. Ему кажется, что причин для этого — бесчисленное множество, что он «оказался на краю пропасти», и одновременно — что нет ни одной, которая убедила бы его самого до конца. В спокойный будний день он идёт по улице и оказывается неподалёку от железнодорожного переезда, где когда-то давно они гуляли с Акари и любовались цветением рядом стоящей сакуры. Навстречу Такаки шагает девушка. В тот момент, когда они проходят мимо друг друга, он понимает, что это Акари, и что если сейчас обернуться, она тоже обязательно обернётся.
Оборачиваясь, Такаки увидел, что Акари тоже оборачивается, но встречу их взглядов прервали проехавшие между ними поезда, а после того, как поезда отъехали, Акари уже ушла.
Далее под песню «One more time, one more chance» показывают вкратце, что происходило с основными героями за предшествующие 10 лет: Акари точно так же, как и Такаки, в какой-то момент времени не смогла отправить письма, которые ему писала, и так же ждала писем от любимого. Во время учёбы в средней школе точно так же чувствовала себя одинокой, в старшей школе у неё тоже был друг, который провожал её до дома, к которому она была добра, но который был всего лишь другом. Синохара нашла отдушину в чтении, которое поглощало её целиком. Как выяснилось, в старшей школе Такаки приезжал на каникулы в Токио и в поезде видел на остановке Акари, но она была поглощена чтением. Канаэ, несмотря на принятое решение, всё-таки решается сказать Такаки о своих чувствах, но опаздывает и, стоя за забором у взлётной полосы, вынуждена молча наблюдать за тем, как улетает самолет. На обратном пути до дома она замечает идущую вдоль дороги Акари, которая приехала к Такаки, но они разминулись. Акари тоже поехала учиться в Токио, точно так же осталась там жить и работать. Познакомилась с молодым человеком по фамилии Мидзуно (яп. 水野), и спустя какое-то время они начали жить вместе. Они поженились, и Акари, разбираясь перед переездом в своих школьных вещах, находит в коробке с памятными вещами то письмо, которое она написала для встречи, но так и не смогла отдать Такаки. Оно навеяло приятные воспоминания, и в ту ночь им обоим приснился один и тот же сон.

## Персонажи
Такаки Тоно (яп. 遠野 貴樹 То:но Такаки) — протагонист, центральный персонаж всего фильма. Кроме того, появляется в других фильмах Макото Синкая. В 1990 году его семья переехала в Токио и он пошёл в 3 класс начальной школы. 8 апреля 1991 года в класс пришла новенькая, так он познакомился с Акари Синохарой. Он с ней подружился и питал к ней тёплые чувства. Однако после последней встречи с Акари (4 марта) и переезда на остров Танэгасима (11 марта) они больше не могли видеться. Во время учёбы в средней школе на острове Танэгасима занимался в секции стрельбы из лука. Поначалу переписывался с Акари, но в какой-то момент перестал отправлять письма и сообщения, однако это всё равно породило волну слухов в школе о том, что у него есть девушка в Токио. Записывал свои мысли в сообщения на телефон, но не сохранял их, а удалял. Ему начала сниться девушка, но он не мог увидеть её лица. После занятий провожал свою одноклассницу Канаэ Сумиду до дома и, кроме того, хорошо к ней относился и был очень добр. Это послужило причиной слухов среди одноклассников об их романтических отношениях. Однако Такаки не считал Канаэ своей девушкой, относился к ней исключительно по-дружески. Все считали, что он после окончания учебы вернётся в Токио. После школы Такаки Тоно поступил в Токийский университет и по его окончании стал разработчиком информационных систем в Токио. Он так и не смог забыть Акари.
Сэйю — Кэндзи Мидзухаси.
Акари Синохара (яп. 篠原 明里 Синохара Акари) — одноклассница Такаки по начальной школе. Они познакомились в 4 классе, 8 апреля 1991 года, куда Акари была переведена из другого города. Любит читать книги. Проводила много времени в библиотеке начальной школы вместе с Такаки, так как у обоих была аллергическая реакция и им вместо занятий спортом разрешалось сидеть в библиотеке. Вскоре они стали близкими друзьями. Их дружба с Такаки часто становилась поводом для насмешек сверстников, однако они вскоре перестали обращать на это внимание. Акари начинает переписываться с Такаки после переезда её семьи в маленький город Ивафуне в префектуре Тотиги. Она взаимно испытывает тёплые чувства к Такаки. После окончания начальной школы очень хотела поступить в среднюю школу Нисси, поближе к Такаки и Токио, собиралась жить у тёти Кацусимы, но родители запретили, сказав, что такие решения она сможет принимать тогда, когда станет постарше, а не в 11 лет. Через какое-то время переписка прекращается и остаются лишь тёплые воспоминания. В серии «5 сантиметров в секунду» повзрослевшая Акари вышла замуж за другого мужчину, взяв его фамилию Мидзуно (яп. 水野) (брак уже зарегистрирован, а свадебная церемония назначена на следующий месяц). Она покидает своих родителей и переезжает жить к своему мужу в Токио. В день своего отъезда она вспоминает о времени, проведённом вместе с Такаки.
Сэйю — Ёсими Кондо и Оноэ Аяка.
Канаэ Сумида (яп. 澄田 花苗 Сумида Канаэ) — одноклассница Такаки во время его учёбы на острове Танэгасима. Занимается сёрфингом, пойдя по стопам своей сестры. Мечтала попасть в ту же старшую школу, что и Такаки, поэтому старалась изо всех сил и всё-таки сдала туда экзамены, на момент второй истории они учатся в выпускном классе. Канаэ — единственная из потока, кто не смогла определиться с местом поступления. Сильно влюблена в Такаки, но в конечном счёте она решает так и не признаваться ему в этом, поняв, что он не сможет полюбить её так, как того хочет она, что он любит другую и никогда не будет смотреть на неё как на любимую девушку. У Канаэ есть собака по имени Каб, которую она в шестом классе подобрала на улице. В день, когда Такаки улетает учиться в Токио, Канаэ опаздывает и молча наблюдает за забором, как взлетает самолет. В манге она в этот день всё-таки признаётся Такаки в любви. Спустя десять лет она работает медсестрой в родной префектуре. Сестра находит контакты родителей Такаки и через них узнаёт его адрес, зная, что Канаэ до сих пор того любит. Канаэ едет в Токио и, сидя на пляже, видит проходящего мимо Такаки.
Сэйю — Сатоми Ханамура.
Сестра Канаэ работает преподавателем в школе, в которой учится Канаэ Сумида. Она беспокоится за свою младшую сестру и поэтому всячески старается подбадривать её. Считает, что когда-то сама была такой же, как младшая сестра, поэтому всё у неё со временем наладится. По манге, спустя десять лет у неё уже трое детей, она узнаёт контакты Такаки и передаёт их сестре.
Сэйю — Риса Мидзуно.

## Создатели
- Автор концепции, автор сценария, режиссёр: Макото Синкай
- Дизайн персонажей: Такаё Нисимура[9]
- Разработка фонов: Такуми Тандзи, Акико Мадзима
- Композитор: Тэммон
- Финансовый директор: Коитиро Ито (CoMix Wave Films, Inc.)
- Реклама: Наоми Тоода (CoMix Wave Films, Inc.)
- Продюсер: Норитака Кавагути (CoMix Wave Films, Inc.)
- Исполнитель эндинга: Ямадзаки Масаёси

## Саундтрек
Музыка написана композитором Тэммоном. Он также работал над музыкой к предыдущим фильмам Макото Синкая. Выбор песни «One more time, one more chance» в исполнении Масаёси Ямадзаки в качестве заглавной композиции фильма режиссёр объясняет тем, что она знакома всем японцам, а дополнительные ассоциации помогут передать недосказанное словами и создать цельное впечатление от фильма.
1. Cherry Blossom Extract (яп. 桜花抄 Окасё) — 4:51
2. Distant Everyday Memories (яп. 想い出は遠くの日々 Омоидэ ва тооку но хиби) — 1:41
3. Irritation (яп. 焦燥 Сё:со:) — 1:09
4. Snow's Station (яп. 雪の駅 Юки но эки) — 2:19
5. Kiss — 3:13
6. Kanae's Feelings (яп. 力ナエの気持ち Канаэ но кимоти) — 1:47
7. Dream (яп. 夢 Юмэ) — 1:40
8. Poem of Sky and Sea (яп. 空と海の詩 Сора то уми но си) — 2:00
9. The Feeling That Doesn't Reach (яп. 届かない気持ち Тодоканай кимоти) — 1:41
10. END THEME — 2:52
11. One more time, One more chance PIANO ver. (Bonus Track) — 5:00

## Издание на DVD
12 ноября 2007 года компания «Реанимедиа» лицензировала фильм на территории России. Работа над диском завершилась 26 декабря, и уже в январе 2008 года официальное издание на двух DVD-дисках под названием «5 сантиметров в секунду: цепь историй об их отдаленности» появилось в продаже.

### Коллекционное двухдисковое издание
В коробке:
- 24-страничный полноцветный иллюстрированный буклет
- Мини-постер
- Два DVD-диска

Диск 1:
- 61-минутный фильм «Пять сантиметров в секунду» (дубляж, субтитры)
- Два промотрейлера к фильму (только субтитры)
- Интервью с Макото Синкаем (только субтитры)

Диск 2 (дополнительные материалы):
- Анимированная раскадровка (без перевода)
- Анимационный видеоклип на песню «One more time, one more chance»
- Интервью с актёрами (только субтитры)
- Фотогалерея

## Награды
- Asia Pacific Screen Awards — 2007 в номинации «Лучший полнометражный анимационный фильм». Награду принимал продюсер фильма Норитака Кавагути[13].
- Фильм-обладатель главного приза Lancia Platinum Grand Prize — 2008, вручаемого за «Лучшую анимационную работу или фильм со спецэффектами», на кинофестивале (Future Film Festival) в городе Болонья, Италия[14].